# The Concert for Bangla Desh
The Concert for Bangla Desh ist das erste Livealbum von George Harrison nach der Trennung der Beatles. Gleichzeitig ist es einschließlich der beiden Instrumentalalben aus den 1960er Jahren und des Studioalbums das insgesamt vierte Album Harrisons. Es wurde am 20. Dezember 1971 in den USA und am 10. Januar 1972 in Großbritannien veröffentlicht.
In den USA erreichte das Album Platz zwei und in Großbritannien Platz eins der jeweiligen Charts. Das Album enthält Aufnahmen, die beim Konzert für Bangladesch entstanden.

## Entstehungsgeschichte

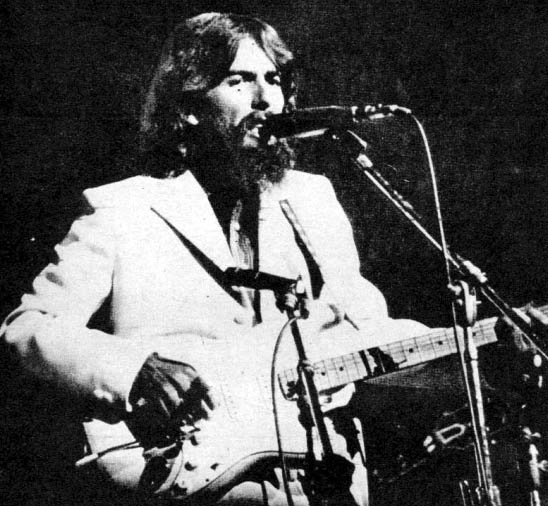
George Harrison während des Konzerts

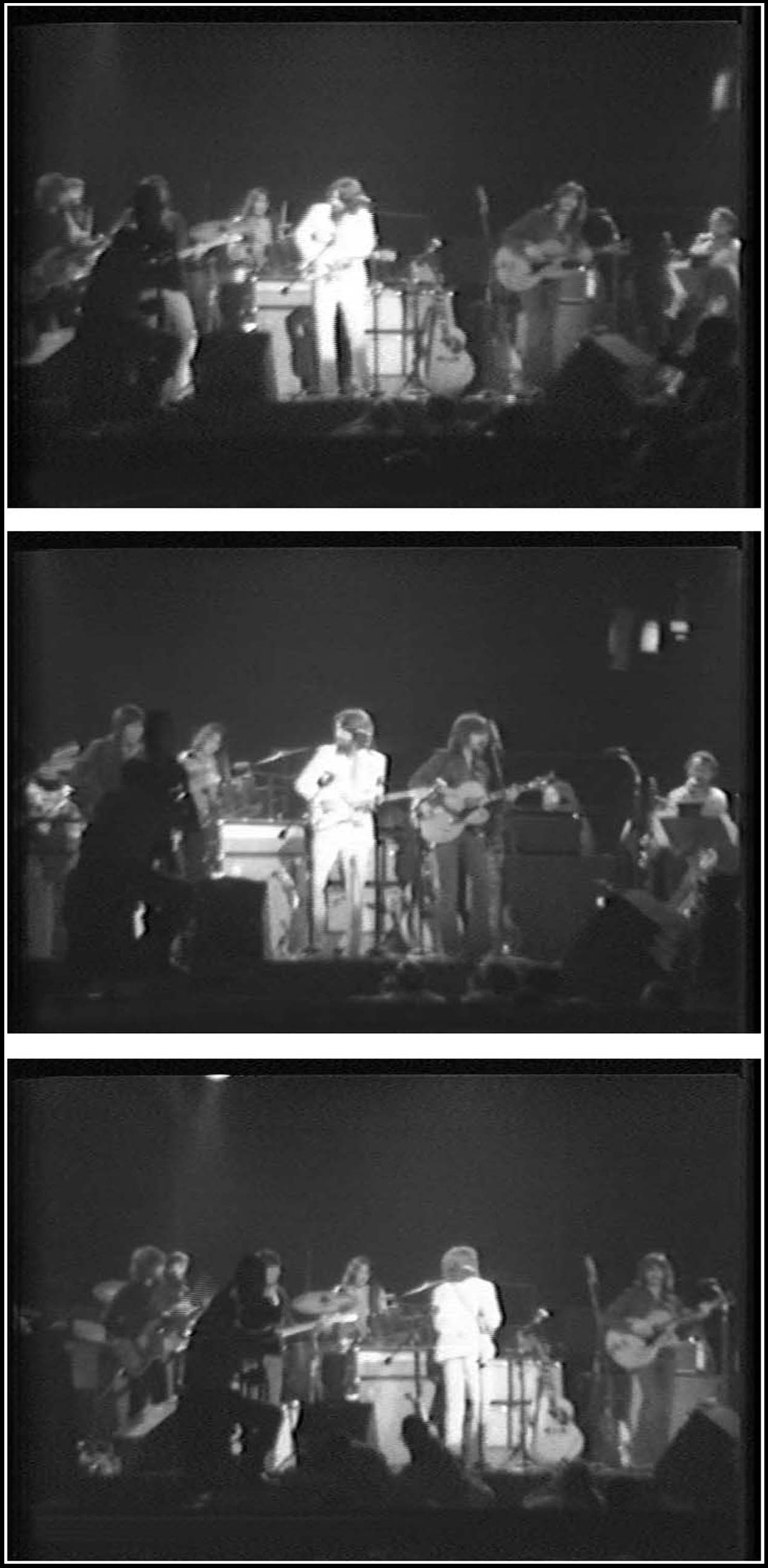
Konzert für Bangladesh. In der Bildmitte George Harrison im weißen Anzug, rechts neben ihm Eric Clapton.

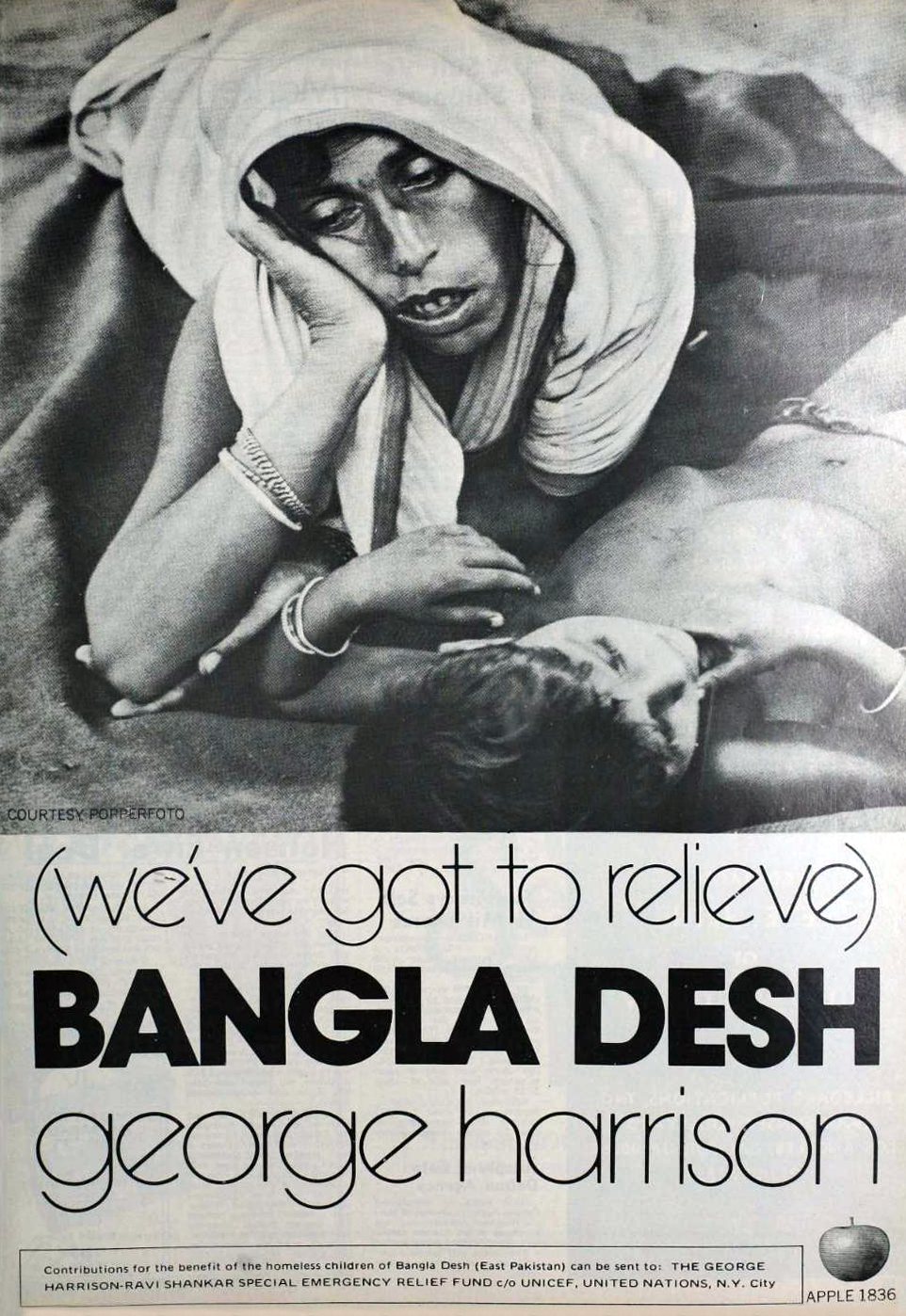
Werbung für die Single Bangla Desh

Nach der Veröffentlichung seines kommerziell sehr erfolgreichen Studioalbums All Things Must Pass im November 1970 arbeitete George Harrison an der Produktion des Albums Raga von Ravi Shankar. Shankar, der im indischen Varanasi geboren wurde, dessen Familie aber aus dem heutigen Upazila Kalia im Distrikt Narail, nahe Jessore in Bangladesch stammte, berichtete George Harrison über die Not der Bangladesch-Flüchtlinge, deren Anzahl infolge des Bangladesch-Kriegs auf zehn Millionen Menschen angewachsen war.
George Harrison nahm mit Phil Spector als weiteren Produzenten am 4. und 5. Juli 1971 als Werbung für das geplante Konzert die Single Bangla Desh in den Record Plant Studios in Los Angeles auf. Harrison und Shankar organisierten das Konzert, um Gelder für Hilfsmittel für die Flüchtlinge aufzutreiben. Obwohl Harrison einige Aufgaben an Apples Geschäftsführer Allen Klein delegierte, war er stark in die Produktion und Planung involviert. Die Organisation der gesamten Veranstaltung dauerte rund sechs Wochen. Ende Juli zog Harrison in das Park Lane Hotel in New York City und hielt am 27. Juli eine Pressekonferenz mit Shankar und Klein ab, um die Veranstaltung bekannt zu machen. Obwohl er von den Fragen nach einer Beatles-Reunion sichtlich verärgert war, hatte er seine ehemaligen Bandkollegen gebeten, zu erscheinen.
Paul McCartney begründete 1971 gegenüber dem Melody Maker seine Absage wie folgt: „Ich sagte zu George, der Grund, warum ich es nicht tun konnte, war, dass es bedeuten würde, dass die ganze Weltpresse schreien würde, dass die Beatles wieder zusammengekommen wären, und ich weiß, dass es Klein sehr glücklich gemacht hätte. Es wäre ein historisches Ereignis gewesen und Klein hätte die Ehre erhalten. Ich hatte sowieso keine Lust darauf. Wenn Klein nicht gewesen wäre, hätte ich vielleicht darüber nachgedacht, aber ich weiß es nicht wirklich.“ Mit John Lennon gab es Unstimmigkeiten über die Teilnahme seiner Ehefrau Yoko Ono, sodass er auch nicht auftrat. Harrison war jedoch entschlossen, dass es bei der Veranstaltung keine Avantgarde-Auftritte geben würde. Lennon stimmte zunächst zu, verließ New York aber nach einem Streit mit Ono zwei Tage vor den Konzerten. Lennon sagte dazu: „Ich hatte einfach keine Lust. Wir waren auf den Jungferninseln und ich würde sicherlich nicht in New York proben, dann auf die Jungferninseln zurückkehren und dann nach New York zurückkehren und singen.“ Ringo Starr zögerte zunächst, sich zu verpflichten, obwohl er schließlich Spanien verließ, wo er in dem Film Blindman mitspielte, um aufzutreten.
Es gab unter anderem musikalische Unterstützung durch Eric Clapton, Bob Dylan, Billy Preston, Leon Russell, Klaus Voormann und Badfinger. Bob Dylan trat erstmals seit dem Isle of Wight Festival im August 1969 wieder auf.
Die beiden geplanten Shows wurden in einem kleinen Artikel in der New York Times angekündigt, in dem eine Veranstaltung mit „George Harrison and Friends“ angekündigt wurde. Ursprünglich sollten die Shows an aufeinanderfolgenden Abenden stattfinden, aber das Konzert am 31. Juli wurde auf den folgenden Tag verschoben. Die ersten zwanzigtausend Tickets wurden innerhalb weniger Stunden nach Verkaufsstart verkauft. Die ersten Proben fanden am 26. Juli 1971 in den Nola Studios in der West 57th Street statt. Harrison, Voormann, Badfinger und die Bläsersektion waren die einzigen anwesenden Musiker, bei den anschließenden Proben kamen weitere Musiker hinzu. Ringo Starr traf am 29. Juli in New York ein, und am folgenden Tag nahm Leon Russell an seiner ersten Probe teil. Die letzte Probe und der Soundcheck fanden mit Bob Dylan und Eric Clapton am 31. Juli im Madison Square Garden statt.
Die Konzerte fanden am Nachmittag (ab 14:30 Uhr) und am Abend (ab 20 Uhr) des 1. August 1971 im Madison Square Garden in New York vor insgesamt 40.000 Zuschauern statt. Die Konzerte wurden von Gary Kellgren aus den Record Plant Studios und Phil Spector aufgezeichnet, Allen Klein organisierte die Dreharbeiten zum Konzertfilm. Harrison sagte über die Beteiligung von Spector: „Phil war auf dem Konzert und tanzte vorne, als es aufgenommen wurde! Es gab einen Typen, Gary Kellgren, der die Schlüsselarbeit in der Live-Aufnahme geleistet hat.“
Harrison eröffnete die Show, indem er Ravi Shankar und seine Musiker vorstellte. Die indischen Musiker spielten ein traditionelles Lied aus ihrer Heimat. Während die Bühne geräumt wurde, wurde ein kurzer Ausschnitt eines niederländischen Fernsehsenders gezeigt, der Bilder der Gräueltaten und Naturkatastrophen enthielt, die das betroffene Gebiet heimgesucht hatten. Harrison, der einen weißen Anzug und ein orangefarbenes Hemd trug, betrat dann die Bühne mit der Begleitband. Neben Harrison gab es Gesangsdarbietungen von Billy Preston, Leon Russell und Ringo Starr. Eric Clapton hätte fast nicht die Bühne betreten, da er unter Heroinentzug litt, er schaffte es erst, aufzutreten, nachdem ein Kameramann ihm etwas Methadon gegeben hatte. Zum Auftritt von Bob Dylan sagte Harrison: „Bis Bob auf die Bühne trat, wusste ich nicht einmal, ob er kommen würde … Erst am Abend vor dem Konzert wussten wir, dass er in der Show sein würde, aber selbst dann, er hätte wieder nach Hause gehen können.“ Dylan spielte dann ein Set mit fünf Songs.
Die Nachmittagsshow beinhaltete noch zusätzlich die Lieder Love Minus Zero / No Limit von Bob Dylan gesungen und den George-Harrison-Titel Hear Me Lord, das letztere Lied wurde bisher nicht legal veröffentlicht. Harrison und Dylan, die nach der Nachmittagsshow gemeinsam ins Park Lane Hotel zurückkehrten, diskutierten mögliche Setlist-Änderungen, bevor das zweite Konzert für Bangla Desh um 20 Uhr begann. Das zweite Konzert galt als das Bessere der beiden und machte den Großteil des nachfolgenden Albums und Films aus.
Ringo Starr sagte im Nachhinein: „Ich habe es sehr genossen. Es war ein bisschen komisch, weil es das erste Mal seit etwa drei Jahren war, dass ich auf der Bühne stand. Ich war vorher nervös. Aber wenn man seinen Job gemacht hat, ist es in Ordnung. Man entspannt sich bald.“ Auch Dylan war so erfreut darüber, wie die Konzerte verlaufen waren, dass er laut Harrison „mich hochhob und umarmte und sagte: 'Gott! Wenn wir nur drei Shows gemacht hätten!'“
Laut Harrison verbrachte er mit Phil Spector einen Monat um das Album herzustellen, anschließend verbrachte Harrison einen Großteil des Septembers 1971 in New York und arbeitete mit den Filmcuttern zusammen, um einen passablen Konzertfilm herzustellen.
Das Ziel von George Harrison war es, das Album schnellstmöglich zu veröffentlichen, doch bedingt durch rechtliche Probleme, da die teilnehmenden Künstlern bei verschiedenen Schallplattenfirmen unter Vertrag standen, verzögerte sich der Veröffentlichungstermin auf den 20. Dezember 1971 in den USA, in Europa erschien das Dreifach-Album erst nach Weihnachten im Januar 1972. Der Konzertfilm kam, später, im März 1972 in die Kinos. Die Künstler erhielten keine Tantiemen, hingegen weigerte sich die Schallplattenfirma ihren Umsatzanteil zu mindern. Harrison war auch in Gesprächen mit Patrick Jenkin im britischen Finanzministerium, in einem erfolglosen Versuch, die Regierung dazu zu bringen, auf die Mehrwertsteuer zu verzichten, was den Preis des Albums gesenkt hätte. Der Preis für das Dreifach-Album betrug in den USA 12,98 US-Dollar und in Großbritannien 5,50 Pfund, Preise, die von vielen potentiellen Käufern als hoch angesehen wurden. Im Februar 1972, einige Wochen nach dem Verkaufsstart von The Concert For Bangladesh, veröffentlichte das New York Magazin einen Bericht, in dem behauptet wurde, dass Allen Klein für die Verzögerung der Veröffentlichung des Albums verantwortlich war, indem er den Preis erhöhte, um seinen eigenen Anteil zu maximieren. In den USA vertrat die Steuerbehörde IRS die Ansicht, dass die Einnahmen steuerpflichtig seien, da UNICEF nicht an der Inszenierung der Shows im Madison Square Garden beteiligt gewesen sei.
Das Konzert sowie die Vermarktung als Langspielplatte/CD sowie Kinofilm/VHS Kassette/DVD war ein finanzieller Erfolg und diente als Vorlage für weitere Benefizkonzerte in den kommenden Jahrzehnten. Die Konzerte brachten 243.418,50 Pfund ein, die elf Tage nach der Veranstaltung an UNICEF gezahlt wurde, bis 2011 hatte das Projekt über 17 Millionen US-Dollar für die Wohltätigkeitsorganisation eingesammelt.
Ravi Shankar und George Harrison erhielten am 5. Juni 1972 von der UNICEF die Auszeichnung: The Child is the Father of the Man. Im Januar 1972 wurde das Album in den USA mit Gold für 500.000 verkaufter Exemplare ausgezeichnet. The Concert For Bangladesh wurde bei den Grammy Awards im März 1973 zum Album des Jahres gekürt. Ringo Starr nahm in Abwesenheit von George Harrison an der Zeremonie in Nashville teil.
Im Februar 2008 wurde die Videoveröffentlichung in den USA mit Multi-Platin für 400.000 verkaufter Exemplare ausgezeichnet.

## Covergestaltung
Das Design des Covers stammt von Tom Wilkes und Barry Feinstein, die zuvor mit George Harrison am Cover von All Things Must Pass zusammengearbeitet hatten. Die drei Alben befinden sich in einer Pappbox, die noch ein 64-seitiges bebildertes Begleitbuch mit Konzertfotos beinhaltet. Wilkes und Feinstein hatten beide bei den Shows in den Madison Square Gardens fotografiert.
Das Titelfoto zeigt ein unterernährtes Kind, das neben einem leeren Essschüssel sitzt. Capitol Records drängte darauf stattdessen ein Bild eines Gitarrenkoffers, der mit Lebensmitteln und medizinischem Material gefüllt war, als Frontcover zu verwenden. Harrison war dagegen, sodass schlussendlich das Gitarrenfoto auf der Rückseite des Booklets verwendet wurde.

## Titelliste
Alle Titel wurden von George Harrison geschrieben, soweit nicht anders vermerkt.
- LP 1:

Seite Eins
1. George Harrison/Ravi Shankar Introduction – 5:19
2. Bangla Dhun (Ravi Shankar) – 16:40 (gespielt von Ravi Shankar und Band)

Seite Zwei
1. Wah-Wah – 3:30
2. My Sweet Lord – 4:36
3. Awaiting on You All – 3:00
4. That’s the Way God Planned It (Billy Preston) – 4:20 (gesungen von Billy Preston)

- LP 2:

Seite Drei
1. It Don’t Come Easy (Ringo Starr) – 3:01 (gesungen von Ringo Starr)
2. Beware of Darkness – 3:36
3. Band Introduction – 2:39
4. While My Guitar Gently Weeps – 4:53

Seite Vier
1. Medley: Jumpin’ Jack Flash / Young Blood (Mick Jagger/Keith Richards)/(Jerry Leiber / Mike Stoller/Doc Pomus) – 9:27 (gesungen von Leon Russell)
2. Here Comes the Sun – 2:59

- LP 3:

Seite Fünf
1. A Hard Rain’s A-Gonna Fall (Bob Dylan) – 5:44
2. It Takes a Lot to Laugh, It Takes a Train to Cry (Dylan) – 3:07
3. Blowin’ in the Wind (Dylan) – 4:07
4. Mr. Tambourine Man (Dylan) – 4:45
5. Just Like a Woman (Dylan) – 4:49 (gesungen von Bob Dylan)

Seite Sechs
1. Something – 3:42
2. Bangla Desh – 4:55

- Bonustitel (2005)

1. Love Minus Zero/No Limit (Dylan) – 4:19 (gesungen von Bob Dylan)

- iTunes Bonustitel (2011)

Bangla-Desh (Studio Version) – 4:00

## Wiederveröffentlichungen
- Die Erstveröffentlichung im Doppel CD-Format erfolgte in Europa im August 1991 auf dem Epic-Label Sony Music ohne Bonustitel, in den USA erschien das Album im Juli 1991 bei Capitol Records (EMI Group). Der CD liegt ein 36-seitiges bebildertes Begleitheft bei.[3]
- Im November 2005 wurde das Album in einer neu remasterten und neu abgemischten Version mit dem Bonustitel Love Minus Zero/No Limit als Doppel-CD bei Sony Music (in den USA bei der EMI Group) mit neuer Covergestaltung, von David Costa, Emil Dacanay und Sean Rance, veröffentlicht. Das Remastering erfolgte von Steve Rooke, die Neuabmischung von Paul Hicks und Allan Rouse in den Abbey Road Studios. Die beiden CDs und das bebilderte 32-seitige Begleitheft befinden sich in einer Pappbox. Das Coverfoto zeigt George Harrison und stammt von Henry Diltz.[4]
- Im Oktober 2005 erschien ebenfalls der Film als remasterte DVD mit einer zusätzlichen 5.1-Abmischung.
- Seit August 2011 ist das Album als Download bei iTunes mit dem zusätzlichen Bonustitel Bangla-Desh (Studio Version) erhältlich.

## Single-Auskopplungen
Aus dem Album wurden keine Singleauskopplungen vorgenommen. Im Vorwege des Konzerts erschien allerdings am 28. Juli 1971 in den USA und am 30. Juli 1971 in Großbritannien die Single Bangla Desh / Deep Blue.
In den Niederlanden wurde Anfang des Jahres 1972 die EP Bangla Desh / What Is Life / My Sweet Lord veröffentlicht.

## Sonstiges
Sony Music veröffentlichte im August 1991 in Europa eine Promotion-CD The Concert for Bangla Desh-Selections mit folgenden Titeln: Bangla Desh, While My Guitar Gently Weeps und Blowin’ in the Wind.

## Kommerzieller Erfolg

### Chartplatzierungen
Album
| ChartsChartplatzierungen       | Höchstplatzierung | Wochen |
| ------------------------------ | ----------------- | ------ |
| Deutschland (GfK)              | 29 (3 Wo.)        | 3      |
| Vereinigte Staaten (Billboard) | 2 (41 Wo.)        | 41     |
| Vereinigtes Königreich (OCC)   | 1 (13 Wo.)        | 13     |

Singles

| Jahr | Titel       | Höchstplatzierung, Gesamtwochen, AuszeichnungChartplatzierungen (Jahr, Titel, , Platzierungen, Wochen, Auszeichnungen, Anmerkungen) | Höchstplatzierung, Gesamtwochen, AuszeichnungChartplatzierungen (Jahr, Titel, , Platzierungen, Wochen, Auszeichnungen, Anmerkungen) | Höchstplatzierung, Gesamtwochen, AuszeichnungChartplatzierungen (Jahr, Titel, , Platzierungen, Wochen, Auszeichnungen, Anmerkungen) | Höchstplatzierung, Gesamtwochen, AuszeichnungChartplatzierungen (Jahr, Titel, , Platzierungen, Wochen, Auszeichnungen, Anmerkungen) | Anmerkungen                                         |
| Jahr | Titel       | DE | CH | UK | US | Anmerkungen                                         |
| ---- | ----------- | --- | --- | --- | --- | --------------------------------------------------- |
| 1971 | Bangla Desh | DE23 (9 Wo.)DE | CH2 (10 Wo.)CH | UK10 (9 Wo.)UK | US23 (7 Wo.)US | Erstveröffentlichung: 30. Juli 1971 US-B: Deep Blue |

### Auszeichnungen für Musikverkäufe
| Land/Region               | Auszeichnungen für Musikverkäufe (Land/Region, Auszeichnung, Verkäufe) | Verkäufe |
| ------------------------- | ---------------------------------------------------------------------- | -------- |
| Vereinigte Staaten (RIAA) | Gold                                                                   | 500.000  |
| Insgesamt                 | 1× Gold ·                                                              | 500.000  |